# Оуэн, Эдвард
Эдвард Оуэн (англ. Edward Owen; 6 ноября 1886, Манчестер, Ланкашир — 24 сентября 1949, Бексли, Большой Лондон) — британский легкоатлет, призёр летних Олимпийских игр.
На Играх 1908 года в Лондоне Оуэн участвовал только в одном виде программы. В беге на 5 миль он занял второе место.
Также, Оуэн участвовал на следующей Олимпиаде 1912 года в Стокгольме. Он получил бронзовую медаль вместе со своей командой в гонке на 3000 м и остановился на полуфинале забега на 1500 м, где не смог финишировать.